# Casa en 249 Main Street
La casa ubicada en el número 249 de Main Street (ruta estatal 301 de Nueva York), Nelsonville, Nueva York, Estados Unidos, fue inscrita en el Registro Nacional de Lugares Históricos en 1982 como parte del Área de Recursos Múltiples de las Tierras Altas del Hudson. Fue construida alrededor de 1870 y combina elementos de los estilos arquitectónicos italianizante y gótico carpintero, predominantes en aquella época. 
Se trata de una estructura de dos pisos con estructura de madera y paredes de tablillas sobre cimientos de ladrillo, ubicada junto a la Primera Iglesia Bautista de Cold Spring, en el extremo oeste del pequeño pueblo. Presenta techos a dos aguas entrecruzados, con friso de paneles y bordillos decorativos. En el vértice de los hastiales, en todos los lados excepto el sur, hay una ventana de arco apuntado. Un mirador sobresale del muro oeste, imitando un mirador de dos pisos en el este. Al otro lado del primer piso de la fachada norte (frontal) hay un pórtico completo. En la parte trasera hay un ala de dos pisos con armazón descentrado, con techo a dos aguas similar y revestimiento de bordillos. Tiene su propio pórtico con techo a dos aguas en el este.
La casa aparece registrada por primera vez en un mapa fiscal del pueblo de 1912. El tasador indica que su fecha de construcción es aproximadamente 1870. No parece haber sufrido modificaciones sustanciales desde su construcción. El ala oeste de la casa, por ejemplo, aún conserva su escalera de servicio, que conecta lo que antiguamente eran las dependencias del personal con la cocina. Conserva vidrieras originales en toda la casa. 